# د.ويب أنتي فيروس
د. ويب أنتي فيروس
برنامج مكافحة فيروسات روسي، وكان أصدر لأول مرة عام 1992, ويعتبر أول برنامج حماية روسي، ومن أول برامج الحماية في العالم، الوحيد الحاصل على ترخيص وزارة الدفاع الروسية وهذا الترخيص يسمح له ببيع منتجاته لدوائر الدولة الروسية.

## د.ويب أنتي فيروس.
برنامج د.ويب أنتي فيروس هو برنامج حماية مكون من مضاد فيروسات، مضاد برامج ضارة، مضاد الفيروسات الخفية في جذور النظام، وبرنامج حماية البريد الإلكتروني، ويعالج اصابات الفيروسات والسباي وير، بالإضافة للفيروسات المتخفية في الجذور.

## مكونات د.ويب أنتي فيروس
1. برنامج مراقبة الملفات واسمه (SpIDer Guard)و بقوم بمراقبة الملفات العاملة في الجهاز وفحصها من البرامج الخبيثة والفيروسات.
2. برنامج الفحص واسمه (Dr.WEB Scanner)و ظيفته فحص الجهاز بشكل سريع من الفيروسات والبرامج الضارة، وغيرها من الاصابات، وكذلك فحص شامل للجهاز أو مخصص عبر فحص ملف أو مجلد أو قرص معين، ويعالج ويحيد جميع أنواع الاصابات، فيروسات، برامج خبيثة، برامج ضارة، فيروسات المتخفية في جذور النظام.. وغيرها
3. برنامج فحص البريد الإلكتروني واسمه (SpIDer Mail)و يفحص كل الرسائل الإلكترونية القادمة والصادرة من الجهاز
4. الحماية الذاتية واسمه (Self-Protection)وظيفته حماية البرنامج من الهجمات الفيروسية الخارجية.

## الميزات الفريدة للبرنامج
1. القدرة على علاج الاصابات.

ربما من غير المعروف إذا كانت البيضة أتت قبل الدجاجة ام العكس، ولكن من المعروف ان الفيروسات تأتي قبل العلاج، ولهذا أهم ميزات البرامج هي ان تكون قادرة على علاج الاصابات، واعادة الملفات إلى حالتها الطبيعية، وفي هذا المجال لا يوجد أي منافس لهذه الشركة التي حققت أعلى نسبة علاج إصابات وتتفرد بعلاج الكثير من الحالات المستعصية، وفك تشفير أعقد الفيروسات وعلاج الملفات المصابة واعادتها إلى سابق عهدها ووضعها الطبيعي.
1. الحماية الذاتية.

كون الفيروسات تأتي قبل العلاج يجب أن يكون برنامج الحماية قادر على حماية نفسه ضد الهجمات الفيروسية وكذلك تعتبر برامج الشركة هي الأولى عالمياً في الحماية الذاتية والقدرة على التصدي للهجمات الفيروسية، على عكس البرامج التي قد تتعرض للتخريب عدة مرات في العام بسبب عدم قدرتها على حماية نفسها، وتحتاج إلى إعادة تثبيت أو استعمال ادوات مساعدة.
و طبعا الحماية الذاتية هي جوهر الحماية فكيف سيحميك البرنامج إذا كان غير قادر على حماية نفسه.
1. تقنية فلاي كود الفريدة من نوعها، والتي تمنع التنبيه الكاذب عن فيروسات غير موجودة، وكذلك تتعرف على الفيروس حتى لو حمل توقع رقمي وتغير هذا التوقيع الرقمي، وهذه التقنية تجعل قاعدة بيانات البرنامج من أصغر قواعد بيانات البرامج وبالتالي تجعل الجهاز أكثر سرعه، حتى دون أن تشعر بان هناك برنامج حماية مثبت على الجهاز، وهذه التقنية تسمح بالكشف عن الفيروسات المتشابهة حتى قبل أن تدخل إلى قاعدة بيانات البرنامج حيث قد ترى رسالة Probably Trojan.Packed وهي تنبيه ان هذا البرنامج يحوي كود خبيث قريب من التروجان، أي انها ترصد الفيروس حتى لو أصبح جزء من برنامج وهذه التقنية هي التي تمييز هذه الشركة عن باقي الشركات، وربما هي سبب حصول الشركة على ترخيص وزارة الدفاع الروسية.[2][3][4]

و مثال ذلك أحد شركات الحماية أعلنت عن رصد عشر ملايين فيروس، وفي المقابل برنامج د.ويب كان قد دخل إلى قاعدة بياناته فقط مليون فيروس، والسبب ان د.ويب يتجاهل التوقيع الرقمي للفيروس بينما باقي البرامج قد تدخل نفس الفيروس في قاعدة بياناتها عشرات المرات فقط بسبب تغير التوقيع الرقمي للفيروس أو تغير حجمه أو اسمه، ولهذا السبب تبقى منتجات هذه الشركة الأفضل إداء على الأجهزة بحيث يعمل الجهاز بوقته الطبيعي دون أن تشعر بوجود البرنامج.
1. قاعدة البيانات الموحدة

و هو أمر تتفرد به منتجات شركة د.ويب فاذا كنت تستعمل نظام ماك سيتعرف البرنامج على فيروسات الماك والوندوز واللينوكس،
1. تقنية كشف الفيروسات في الجذور الخفية وهذ التقنية هي التي أعطت الشركة قوة المعالجة والتفرد بعلاج الكثير من الفيروسات التي تعجز باقي البرامج عن علاجها وتحتاج إلى تهيئة وفورمات الجهاز من جديد، ومع هذه التقنية لا تحتاج إلى وقف استعادة النظام عند علاج أي جهاز مصاب.
2. حجم التحديثات صغير جداً مقارنة بباقي البرامج بسبب التشفير، ولا يرسل من الأجهزة أي بيانات ولا حتى إحصائات ومن يراقب البيانات المرسلة من البرنامج ويقارنها بباقي البرامج سيجد ان برنامج د.ويب فقط هو الطبيعي،

## وصلات خارجية
الموقع الرسمي
الأدوات المجانية
الحماية على شكل خدمة